# Референдуми в Швейцарії (1971)
Три референдуми відбулися у Швейцарії 1971 року. Перший із них відбувся 7 лютого щодо жіночого виборчого права на федеральному рівні і «за» проголосували 66 % від тих, хто взяв участь у голосуванні. Другий і третій відбулися 6 червня щодо конституційної поправки щодо запровадження права людини на безпечне довкілля і щодо федеральної резолюції про федеральні фінанси. На цих перших референдумах у яких брали участь жінки, обидві пропозиції були підтримані більшістю.

## Результати

### 7 лютого 1971 року: жіноче виборче право

Результати голосування щодо виборчого права для жінок

| Варіянти                     | Голосів по країні загалом | Голосів по країні загалом | Голосування кантонів | Голосування кантонів | Голосування кантонів |
| Варіянти                     | Голосів                   | %                         | Повних               | Напів-               | Всього               |
| ---------------------------- | ------------------------- | ------------------------- | -------------------- | -------------------- | -------------------- |
| За                           | 621 109                   | 65,7                      | 14                   | 3                    | 15,5                 |
| Проти                        | 323 882                   | 34,3                      | 5                    | 3                    | 6,5                  |
| Незаповнених бюлетенів       | 8 600                     | —                         | —                    | —                    | —                    |
| Недійсних бюлетенів          | 1 730                     | —                         | —                    | —                    | —                    |
| Всього                       | 955 321                   | 100                       | 19                   | 6                    | 22                   |
| Зареєстрованих виборців/явка | 1 654 708                 | 57,7                      | —                    | —                    | —                    |
| Джерело: Nohlen & Stöver     |                           |                           |                      |                      |                      |

### 6 червня 1971 року: зміни Конституції
| Варіянти                     | Голосів по країні загалом | Голосів по країні загалом | Голосування кантонів | Голосування кантонів | Голосування кантонів |
| Варіянти                     | Голосів                   | %                         | Повних               | Напів-               | Всього               |
| ---------------------------- | ------------------------- | ------------------------- | -------------------- | -------------------- | -------------------- |
| За                           | 1 222 931                 | 92,7                      | 19                   | 6                    | 22                   |
| Проти                        | 96 359                    | 7,3                       | 0                    | 0                    | 0                    |
| Незаповнених бюлетенів       | 28 252                    | —                         | —                    | —                    | —                    |
| Недійсних бюлетенів          | 2 066                     | —                         | —                    | —                    | —                    |
| Всього                       | 1 349 608                 | 100                       | 19                   | 6                    | 22                   |
| Зареєстрованих виборців/явка | 3 565 435                 | 37,9                      | —                    | —                    | —                    |
| Джерело: Nohlen & Stöver     |                           |                           |                      |                      |                      |

### 6 червня 1971 року: федеральні фінанси
| Варіянти                     | Голосів по країні загалом | Голосів по країні загалом | Голосування кантонів | Голосування кантонів | Голосування кантонів |
| Варіянти                     | Голосів                   | %                         | Повних               | Напів-               | Всього               |
| ---------------------------- | ------------------------- | ------------------------- | -------------------- | -------------------- | -------------------- |
| За                           | 930 878                   | 72,7                      | 19                   | 6                    | 22                   |
| Проти                        | 348 702                   | 27,3                      | 0                    | 0                    | 0                    |
| Незаповнених бюлетенів       | 64 306                    | —                         | —                    | —                    | —                    |
| Недійсних бюлетенів          | 2 477                     | —                         | —                    | —                    | —                    |
| Всього                       | 1 346 363                 | 100                       | 19                   | 6                    | 22                   |
| Зареєстрованих виборців/явка | 3 565 435                 | 37,8                      | —                    | —                    | —                    |
| Джерело: Nohlen & Stöver     |                           |                           |                      |                      |                      |